# Kombustiologia
Kombustiologia (łac. combustio - oparzenie) – dziedzina medycyny, której domeną jest całościowe leczenie oparzeń.
Kombustiologia nie jest wyodrębnioną specjalizacją lekarską, a leczenie oparzonych jest zwyczajowo częścią chirurgii. W 2009 lekarze specjalizujący się w leczeniu oparzeń wystąpili do Ministerstwa Zdrowia o rejestrację nowej specjalizacji lekarskiej, jednakże spotkali się z odmową.